# Giuseppe Picone
Giuseppe Picone (Agrigento, 8 novembre 1819 – 14 agosto 1901) è stato uno storico, archeologo e giurista italiano.

## Biografia
Giurista di origini racalmutesi, uomo politico e avvocato del foro agrigentino, dedicò attività e pensiero alla propria città, che sognava grande e prospera come ai tempi di Terone e Gellia.
Conoscendo il greco classico e l'arabo, fu studioso di testi dell'antichità, tra cui gli scritti di Erodoto e di Diodoro Siculo e i manoscritti arabi contenuti nella Biblioteca Lucchesiana di Agrigento. Ebbe rapporti di cordiale frequentazione con lo storico, politico e orientalista Michele Amari, autore di una ben nota “Storia dei Musulmani di Sicilia”.
Nel 1860 è eletto Consigliere del Comune e nel 1861 Presidente del primo Consiglio Provinciale; nello stesso anno entra a far parte della Commissione per la conservazione e il restauro degli antichi monumenti di Agrigento.
A lui si deve la battaglia per l'istituzione, nel 1864, del Museo Civico, di cui diviene il primo direttore, evitando alle antichità agrigentine di emigrare a Palermo. Il Museo raccolse il primo nucleo di materiale archeologico contenuto nell'antica cappella dell'ex convento di San Francesco d‘Assisi: constava sia di oggetti ricevuti in donazioni, sia acquistati, sia frutto di ritrovamenti fortuiti, sia provenienti da una necropoli scoperta nel corso degli scavi per la costruzione della ferrovia per Porto Empedocle.
Dal 1866 al 1881 è Presidente del Consiglio dell'Ordine degli Avvocati di Girgenti, di cui poi rimane Presidente onorario.
Sempre nel 1866 pubblica, per i tipi della Stamperia Provinciale-Commerciale di Salvatore Montes di Girgenti, le “Memorie Storiche Agrigentine”, un'opera che rimarrà sempre fonte unica ed inesauribile di notizie sulla storia della città, dalla preistorica civiltà pelasgica, attraverso le civiltà ellenica, elleno-cartaginese, romana, araba, normanna, e fino alla data della pubblicazione. In tal modo egli dà un prezioso contributo alla conoscenza di Agrigento classica.
Il 10 settembre 1875 riceve al Molo (antico nome di Porto Empedocle) il Ministro della Pubblica Istruzione Ruggiero Bonghi, il cattedratico del Collège de France Ernest Renan (autore tra l'altro di una discutibile e discussa “Vita di Gesù”), il principe Francesco Girolamo Lanza di Scalea, lo storico Isidoro Lumia ed altri illustri ospiti, giunti con la nave “Archimede” al termine di un convegno, e li guida nella visita della Valle dei Templi.
Nel 1876 è nominato Regio Ispettore degli Scavi e Monumenti della provincia di Girgenti.
Nel 1877 è nominato socio corrispondente dell'Imperiale Istituto archeologico germanico, su proposta dello storico e giurista Theodor Mommsen, premio Nobel 1902 per la letteratura, cui era legato da un rapporto di stima ed amicizia. È anche socio ordinario dell'Istituto Filotecnico Nazionale di Firenze, socio corrispondente della Società Italiana di Storia ed Archeologia di Moncalieri e dell'Accademia di Scienze e Lettere di Palermo, socio onorario dell'Assemblea di Storia Patria di Palermo, dell'Accademia Araldico-genealogica di Fermo, e di numerose altre istituzioni.
Nel 1896 è eletto presidente della Biblioteca Patria Agrigentina.

## Pubblicazioni
- Biografie dei tre giureconsulti agrigentini (Carlo Caruso, Niccolò Amedeo Balsamo e Vincenzo Gaglio), 1845
- Due parole di un selvaggio siciliano all'Autore delle Lettere sulle condizioni della Sicilia, Girgenti 1863
- Sulla legge del censimento dei beni ecclesiastici, Girgenti 1864
- Memorie Storiche Agrigentine, Girgenti 1866, su ibs.it.
- Brevi osservazioni dei signori Caico contro il signor Galifi-Lumia, Girgenti 1870
- Sopra una antica iscrizione agrigentina, Girgenti 1871
- Sulle decime, memoria, Girgenti 1871, su opac.sicilia.metavista.it.
- Sulla epoca dei sepolcri nella necropoli Acragantina – Girgenti 1871, su opac.sicilia.metavista.it.
- Statuti della Accademia agrigentina, Palermo 1875
- Tragedia di Costanza Normanna, Girgenti, 1881
- Tragedia di Lucrezia Romana, Girgenti, 1881
- Girgenti e il Vespro del 1282 – cenni storici, Girgenti 1882
- Novella guida per Girgenti e suoi dintorni, Palermo 1885, su books.google.it.
- Poche parole sulla terzina xxv del primo canto nel Paradiso di Dante Alighieri, Girgenti, 1888.
- Discorso sulla terzina xxv del primo canto nel Paradiso di Dante Alighieri, Girgenti, 1889.
- Appendice alla memoria sulle decime agrigentine: sulla necessità di esibire le originali pergamene: il principe di Lampedusa contro l'intendente di Girgenti, Girgenti, 1890
- Sulla Enfiteusi nel Codice italiano, Girgenti 1894